# مقاطعة غروندي (ميزوري)
مقاطعة غروندي (بالإنجليزية: Grundy County)‏ هي إحدى المقاطعات في ولاية ميزوري في الولايات المتحدة الأمريكية.